# Дашки (Минский район)
Дашки (бел. Да́шкі) — деревня в Минском районе Минской области Республики Беларусь. В составе Шершунского сельсовета.

## География
Пролегает дорога Н8969.
Ближайшие населённые пункты Довборово, Ожики и др.

## Население

### Численность
- 2009 год — 7 жителей

### Динамика
- 1999 год — 14 жителей (перепись населения)
- 2009 год — 7 жителей (перепись населения)[2]

## Известные лица
- Валерьян Голяк — католический священник, настоятель, декан ошмянский.